# Muka (socken)
Muka (kinesiska: 木卡乡, 木卡) är en socken i Kina. Den ligger i provinsen Sichuan, i den sydvästra delen av landet, omkring 120 kilometer nordväst om provinshuvudstaden Chengdu. Antalet invånare är 1 679. Befolkningen består av 786 kvinnor och 893 män. Barn under 15 år utgör 18,0 %, vuxna 15-64 år 73 %, och äldre över 65 år 8,0 %.
Genomsnittlig årsnederbörd är 1 226 millimeter. Den regnigaste månaden är juli, med i genomsnitt 253 mm nederbörd, och den torraste är januari, med 11 mm nederbörd.